# 후백제
후백제(後百濟, 892년~936년)는 892년(신라 진성여왕 6년)에 백제 부흥운동을 시작으로 900년 견훤이 완산주(오늘날의 전주시)를 도읍으로 삼아 세운 나라이다. 공식 국호는 백제(百濟)이나 이전에 존재하였던 백제와 구분하기 위해 후백제(後百濟)로 통용되며 신라, 고려와 더불어 후삼국 중 하나였다.
천수(天授) 19년(서기 936년) 고려 군주 태조 왕건의 대규모 공격으로 인해 45년 만에 패망했다.

## 역사
견훤은 원래 신라 상주 지방 농민이었다가 신라군에 들어가 서남해 국경방위(西南海防戍)에 공을 세워 비장(裨將)이 되었다. 이때 신라는 진성여왕 때 정치와 사회가 극도로 문란해져 있었다. 견훤은 892년 거병하여 무진주(광주)를 점령한후 독자적인 세력임을 선포하였다. 《삼국사기》는 그가 이르는 곳마다 백성들이 호응하여 그 무리가 한 달(旬月) 만에 5천 명이 되었다고 전한다. 그 후 900년에 백제 의자왕의 숙원을 풀어주겠다며 백제를 계승한다는 뜻에서 국호를 백제로 하고 완산주(전주)를 도읍으로 후백제를 건국하였다. 모든 관서(官署)를 설치하고 관직을 정하였으나, 관서와 관직명은 전하는 것이 없어 잘 알 수가 없으며 신라의 관제를 답습한 듯하다.
견훤은 건국하면서 중국의 오월(吳越)과 통교를 하는 한편 영토를 확장하기에 바빴다.
901년(효공왕 5) 대야성을 공격하고 918년(경명왕 2)에 왕건의 고려 건국을 하례하여 외교적으로 유대를 가지려고 하였다. 그러나 920년(경명왕 4)에 견훤이 대야성을 공격하고 진례성(進禮城)으로 진격할 때 신라는 왕건에게 구원을 청하여 그 도움을 얻었다. 이로 인하여 후백제와 고려와의 사이는 좋지 못하게 되고 반대로 신라·고려의 관계는 친밀하게 되어 후백제에게 공동의 적으로 종종 군사 행동을 가해 왔다. 이에 견훤은 먼저 신라를 징벌(徵伐)하려고 927년(경애왕 4) 11월에 대병을 거느리고 신라의 수도 금성에 쳐들어가 포석정(鮑石亭)에서 잔치를 벌여 흥에 취하고 있는 틈에 수도 경주를 습격했다.
이때 경애왕을 죽이고 왕족 김부(金傅)를 경순왕으로 추대했다. 또한 왕제(王弟)·재상(宰相)·역대진보(歷代珍寶)·병장(兵仗)·자녀(子女)·백공(百工) 등을 취하여 군사를 돌이켰다. 고려 왕건은 이 소식을 듣고 크게 노하여 친히 정병을 거느리고 공산(公山)에서 견훤군을 맞아 싸웠으나 김락(金樂)·신숭겸 등 장군을 잃고 겨우 몸을 피하여 돌아갔다. 이후 후백제와 고려는 충돌이 잦았다. 그 중 934년에 왕건의 운주(運州) 친정으로 웅진(熊津) 이북의 30여 성을 잃게 된 후백제는 큰 타격을 받았다.
그 이듬해인 935년(경순왕 9) 후백제의 내부에는 부자 형제(父子兄弟)의 불화로 파탄이 생겼다. 즉 여러 명의 아내로부터 수십 명의 아들을 낳은 견훤은 넷째 아들이자 서출인 견금강(甄金剛)을 사랑하여 왕위를 전하려 하자, 적출 장자 신검이 불쾌히 여겨 그 아우 두 사람과 모의하여 반란을 일으켜 아버지인 견훤을 금산사에 유폐한 후 견금강을 죽이고, 신검이 대왕(大王)이 되었다. 견훤이 절에서 빠져나와 고려에 투속하게 되니 후백제는 완전히 분열되어 고려로 하여금 통일 사업에 좋은 기회를 주던 중, 그해에 신라의 경순왕은 왕건에게 항복하였다.
또 견훤의 사위이며 후백제의 장군 박영규도 사람을 왕건에게 보내어 내응(內應)하니 왕건은 10만 대군으로 선산 부근에서 신검의 후백제군을 격파하고, 다시 서로 진격하여 황산(黃山) 부근에 진영을 쳤다. 그러자 신검이 다시 항거할 의기를 잃고는 그 아우 양검(良劍)·용검(龍劍)과 문무의 관리를 이끌고 나와 항복했다(936년). 후백제는 결국 44년 만에 멸망하였다. 후백제의 항복으로 왕건은 후삼국을 통일하여 고려 왕조 500년의 기초를 이루었다.

## 역대 국왕
| 대수 | 왕호   | 재위        | 연호 | 비고       |
| ---- | ------ | ----------- | ---- | ---------- |
| 1    | 견훤왕 | 892년~935년 | 정개 | 초대 국왕. |
| 2    | 신검왕 | 935년~936년 | 정개 | 마지막 왕. |

### 연호
- 정개(正開, 892년-936년)

## 정치 제도
《삼국사기》나 《고려사》의 기록에 따르면, 견훤은 무진주를 점령한 이후, 한동안 스스로를 직접적으로 왕이라 칭하지 않고 신라서면도통지휘병마제치지절도독 전무공등주군사 행전주자사 겸 어사중승상주국 한남군개국공 식읍이천호(新羅西面都統指揮兵馬制置持節都督 全武公等州軍事 行全州刺史 兼御史中丞上柱國 漢南郡開國公 食邑二千戶)라 칭하였다. 견훤은 900년에 이르러서야 국호를 정하고 왕을 칭하였다.
또한, 후백제는 신라가 쓰던 관직명을 거의 대부분 사용하였다. 후백제의 관리였던 능환은 신라 관계의 6등위인 아찬(阿飡) 벼슬을 지냈던 것과 후백제의 장수였던 상귀 역시 신라 제 7관등에 속하는 일길찬(一吉飡) 벼슬을 지냈던 것을 보면 알 수 있다. 이루 미루어 보아 후백제는 신라와 매우 흡사한 사회 구조와 관직 체계를 지니고 있었던 것으로 추측된다.

## 외교

### 중국과의 관계

#### 대중국 외교정책
견훤은 900년에 전주로 도읍을 옮기고 후백제를 세운 다음, 오월(吳越, 907~978)과의 사신왕래로 외교관계를 수립했다. 당시 오월은 오대 십국 시대 강소성·절강성을 중심으로 번영한 나라로 중국 최대 청자 생산지인 월요(越窯)가 위치한 곳이다. 또한 중국 남해교역의 종점이자 해상교역의 중심지로 후백제에게는 대중국 해상교역에 필수적이었다. 따라서 후백제는 오월과의 수교를 바탕으로 경제적 기반을 굳건히 했고 외교적인 교섭을 통해 국제사회에서 정치적 후견세력을 확보했다.

#### 지중파 인재
후백제의 대신인 최승우는 대표적인 중국 유학파이다. 890년 중국 당나라로 유학을 떠나 국학에서 3년간 공부하였다. 이후 893년에 빈공과에 합격하여, 당의 관직을 지냈고, 문인 및 정치가들과 교유하였다.

### 외교의 위기
태봉국에게 나주를 빼앗기면서 후백제는 중국으로 가는 무역로이자 교역로가 될 항구를 잃게 된다. 이는 곧 후백제의 외교력 상실로 이어져 후백제의 장래에 크나큰 영향을 주었고 결국 후백제는 멸망한다.

## 같이 보기
- 후삼국 시대
- 후고구려
- 후사벌( Later Sabeol, 929년 후백제의 공격으로 망했으며, 12년간 존재하였다. )
- 견훤
- 고려
- 고려 태조
- 신라
- 백제 부흥운동